# Warner TV
Warner TV je televizní kanál vysílající především v Latinské Americe, Evropě, některých částech jižní a jihovýchodní Asie, který vlastní společnost Warner Bros. Discovery prostřednictvím své mezinárodní jednotky zaměřené na vysílání amerických seriálů a filmů.
Většina pořadů je vysílána v původním anglickém znění s titulky ve španělštině (pro země Latinské Ameriky s výjimkou Brazílie), portugalštině (pro Brazílii), čínštině (pro Tchaj-wan, Hongkong a Singapur), malajštině (pro Malajsii) a indonéštině (pro Indonésii), avšak některé pořady jsou také dabovány.
Centrála společnosti Warner TV se nachází v Brazílii, Kolumbii, Chile, Singapuru a Malajsii, avšak vysílání probíhá v Miami pro latinskoamerické diváky a v Singapuru pro asijské diváky.
Katalog kanálu v celé své šíři pochází z knihovny společnosti Warner Bros., která poskytla kanálu licenci na své jméno až do roku 2019.

## Historie
V březnu 2015 se filipínský kanál oddělil od televizního kanálu Southeast Asian Warner TV a začal vysílat jiné programové schéma, včetně vybraných pořadů z truTV.
Dne 1. listopadu 2015 se latinskoamerický kanál změnil na dabing pořadů namísto jejich pouhého titulkování. To vyvolalo rozruch u většiny jeho diváků.
Dne 9. listopadu 2017 spustily společnosti Turner Broadcasting System France a Canal+ ve Francii program Warner TV, který nahradil program Syfy, jenž se stal exkluzivitou společnosti SFR.
Dne 22. dubna 2020 byla francouzská verze spuštěna v subsaharské Africe v programu StarTimes.
Dne 2. května 2020 začala Warner TV vysílat programový blok Adult Swim v Latinské Americe a Brazílii, který zpočátku zahrnoval Ricka a Mortyho, Robot Chicken a Aqua Teen Hunger Force. Dne 3. května 2021 byly přidány seriály Metalocalypse a The Shivering Truth. Dne 8. listopadu 2021 byl program Adult Swim stažen z nabídky Warner TV.
Dne 14. června 2021 bylo oznámeno, že kanály TNT v Německu budou od 25. září 2021 přejmenovány na Warner TV.
Dne 8. července 2021 bylo oznámeno, že TNT v Polsku a Rumunsku bude od 23. října 2021 rebrandována na Warner TV.
V říjnu 2022 bylo oznámeno, že do 30. října téhož roku bude spuštěn kanál Warner TV v Itálii. Na rozdíl od ostatních kanálů Warner TV však bude tento fungovat jako volně šířený kanál na italském DTT.
Dne 27. února 2023 bylo oznámeno, že 14. dubna 2023 bude TNT ve Španělsku rebrandována na Warner TV.
V březnu 2024 bylo oznámeno, že 2. dubna téhož roku bude spuštěna televize Warner TV v České republice.

## Pořady
Pořady označené závorkou za názvem jsou programy určené pouze pro jihovýchodní Asii, pokud není uvedeno jinak.

### 2025
- Lokomotiva Tomáš

### 2016
- Legends of Tomorrow
- Supergirl
- Lethal Weapon (jihovýchodní Asie)
- Angie Tribeca (jihovýchodní Asie)
- Good Behavior (jihovýchodní Asie)

### 2015
- Mrtvý bod
- IZombie
- Public Morals (jihovýchodní Asie)

### 2014
- The 100 (kromě diváků na Filipínách)
- Believe
- Flash
- Gotham
- Ground Floor
- Selfie (jihovýchodní Asie)
- Surviving Jack
- Poslední loď (jihovýchodní Asie)
- Undateable

### 2013
- Já a robot
- Hostages
- Major Crimes (jihovýchodní Asie)
- Máma
- Super Fun Night
- The Originals (s výjimkou Brazílie, kde je seriál vysílán na MTV)

### 2012
- Are You There, Chelsea?
- Arrow
- Dallas
- Go On
- I Hate My Teenage Daughter
- Southland (jihovýchodní Asie)

### 2011
- 2 Socky
- Harry's Law
- Lovci zločinců
- Tajemství kruhu
- Suburgatory

### 2010
- Better with You
- Chase
- Lidský terč
- Nikita
- Men of a Certain Age
- Průměrňákovi
- Mike & Molly
- Prolhané krásky
- $#*! My Dad Says
- V

### 2009
- Hranice nemožného
- Knight Rider – Legenda se vrací
- Trauma
- Upíří deníky

### 2008
- Mimoni v Americe
- Big Shots
- Eleventh Hour
- The Ellen DeGeneres Show
- Flashpoint
- Mentalista
- Nové trable staré Christine
- Smetánka
- Řekni, kdo tě zabil
- Terminátor: Příběh Sáry Connorové

### 2007
- Teorie velkého třesku
- Californication
- Cane
- Chuck
- Super drbna
- Za svitu měsíce
- Notes from the Underbelly
- Pussycat Dolls Present
- Studio 60 on the Sunset Strip
- Traveler

### 2006
- Blade
- Spolužáci
- The Evidence
- Invasion
- Muži na stromech
- The Nine
- Smith

### 2005
- The Bachelorette
- Freddie
- Hot Properties
- Joey
- Kevin Hill
- Láska je Láska
- Related
- Reunion
- Lovci duchů (konec naplánován na rok 2021)
- The Swan

### Ostatní
- Odložené případy (nyní vysíláno)
- Complete Savages
- Deep in the City
- Pohotovost
- Everwood
- Fastlane
- Four Kings
- Fresh Prince
- Přátelé (nyní vysíláno)
- Plný dům
- Gilmorova děvčata
- Jack a Jill
- Jesse
- Modern Men
- O.C.
- Smallville
- Krok za krokem
- Thick and Thin
- Third Watch
- Dva a půl chlapa
- Veroničiny svůdnosti
- Co mám na tobě ráda
- Západní křídlo
- Without a Trace